# Beurkundung

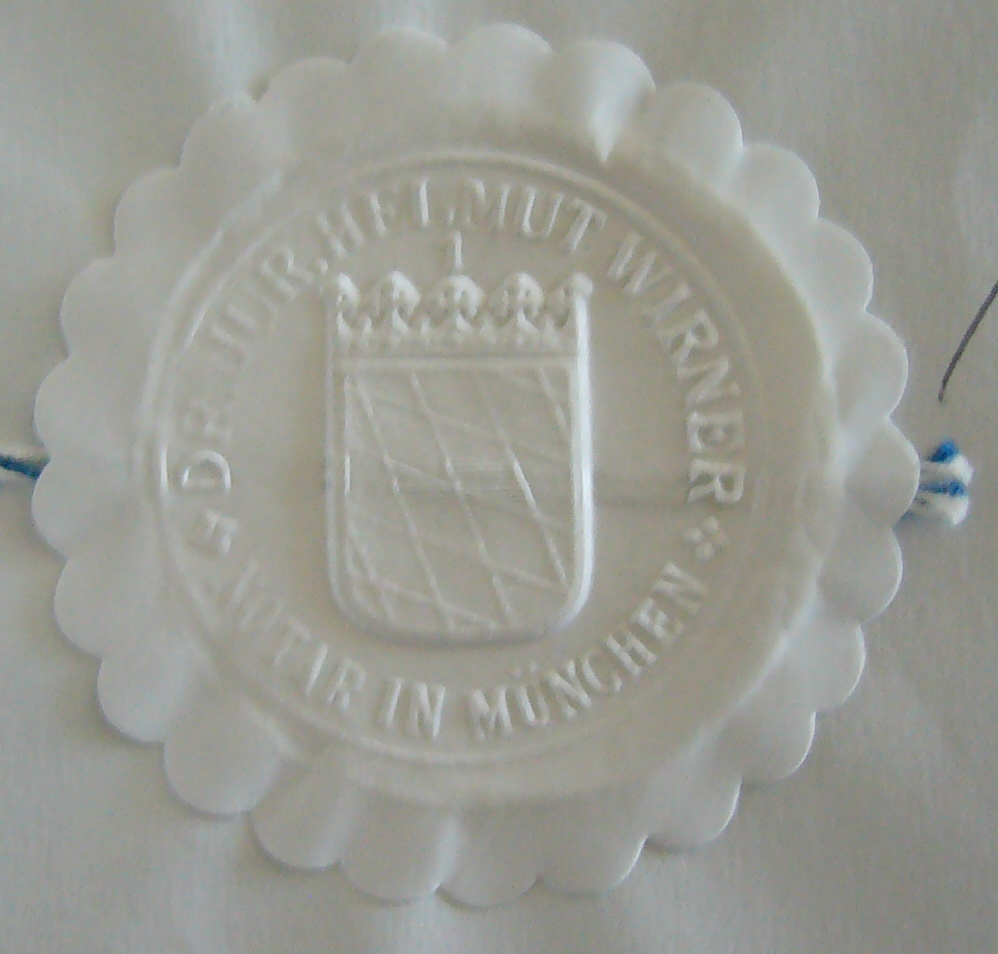
Notarielle Beurkundung mit Prägesiegel (Bayern)

Beurkundung ist im Rechtsverkehr ein gesetzliches Formerfordernis, wonach bestimmte Verträge oder Urkunden von einem Notar in einer Niederschrift abgefasst werden müssen, von diesem den Beteiligten vorgelesen, von den Beteiligten genehmigt und in Anwesenheit des Notars eigenhändig unterzeichnet werden müssen. Die Beurkundung ist die strengste gesetzliche Formvorschrift.

## Allgemeines
Die gesetzlichen Formerfordernisse bilden eine Ausnahme, damit der Rechtsverkehr nicht unnötig erschwert wird. Deshalb sind weite rechtliche Bereiche des täglichen Lebens formfrei. Zum Beispiel erfordert der Kaufvertrag in der Regel keine besondere Form (Ausnahmen siehe unten). Die notarielle Beurkundung erfüllt folgende Funktionen:
- Gültigkeitsfunktion: Ohne notarielle Beurkundung ist das Rechtsgeschäft nichtig.
- Warnfunktion: Der Erklärende soll wegen der Risiken des Geschäfts vor übereilten Bindungen geschützt werden und eine
- Beweisfunktion: Die Form soll beweiskräftig klarstellen, ob und mit welchem Inhalt das Geschäft zustande gekommen ist.
- Beratungsfunktion: Die notarielle Beurkundung soll darüber hinaus eine sachkundige Beratung und Belehrung der Beteiligten sicherstellen und eine
- Kontrollfunktion: Ausnahmsweise kann durch notarielle Beurkundung eine behördliche Überwachung gewährleistet werden. Bestimmte beurkundungspflichtige Rechtsgeschäfte lösen Steuerpflichten der Beteiligten aus (Schenkungsversprechen: Schenkung- oder Erbschaftsteuer, Grundstückskaufvertrag: Grunderwerbsteuer). Der Grundstückskaufvertrag muss vom Notar nach § 18 GrEStG unverzüglich nach Beurkundung dem Grunderwerbsteuerfinanzamt mit allen enthaltenen Bedingungen übersandt werden.

Nicht bei jedem Rechtsgeschäft treffen alle diese Funktionen zu.

## Notarielle Beteiligung
Meist übernehmen Notare die Beurkundung, doch sind in Ausnahmefällen auch Gerichte oder sonstige Urkundspersonen befugt, eine Beurkundung vorzunehmen. Beispielsweise ersetzt der durch Gerichtsbeschluss festgestellte Vergleich (§ 278 Abs. 6 ZPO) das Formerfordernis der notariellen Beurkundung aus § 1378 Abs. 3 Satz 2 BGB, § 127a BGB. Eine Urkundsperson ist beim Jugendamt befugt, die in § 59 SGB VIII abschließend aufgezählten Verträge zu beurkunden (beispielsweise Vaterschaft, Mutterschaft), dabei sind geeignete Beamte und Angestellte zur Wahrnehmung dieser Aufgaben vom Amtsleiter zu ermächtigen.
Der Gesetzgeber hat besonders risikoreiche oder juristisch komplizierte Rechtsgeschäfte einer notariellen Beurkundungspflicht unterworfen, damit durch Einbeziehung eines Notars sowohl den Beteiligten eine Beratung zugutekommt als auch rechtliche Risiken von vorneherein ausgeschlossen werden können. Der Ablauf einer Beurkundung ist im Beurkundungsgesetz (BeurkG) umfassend geregelt. In einer Verhandlung vor dem Notar erklären die Beteiligten ihren zu beurkundenden Willen (§ 8 BeurkG), der nach Belehrung durch den Notar in eine Niederschrift aufgenommen, vorgelesen, genehmigt und von den Beteiligten und dem Notar eigenhändig unterschrieben wird (§ 9, § 13 BeurkG). Im Rahmen der Belehrung hat der Notar als rechtskundige Person den Willen und die Ziele der Beteiligten zu erforschen, sie über rechtliche Gefahren und über die Rechtsfolgen der Beurkundung umfassend aufzuklären (Beratungsfunktion) sowie die getroffenen Regelungen eindeutig und beweiskräftig zu formulieren (Beweisfunktion). Der Notar hat den Beteiligten Wege aufzuzeigen, wie Risiken vermieden werden können. Die notarielle Urkunde ist eine öffentliche Urkunde, d. h., sie erbringt den vollen Beweis für die beurkundete Erklärung oder Tatsache. Das Originaldokument (Urschrift) verbleibt beim Notar, der es in seiner Urkundenrolle verzeichnet. Für den Rechtsverkehr erteilt er den Beteiligten vollstreckbare Ausfertigungen oder beglaubigte Abschriften.

## Formbedürftige Rechtsgeschäfte
Beurkundungspflichtige Rechtsgeschäfte sind in den Gesetzen abschließend aufgezählt. Dazu gehören
- der Grundstückskaufvertrag (§ 311b Abs. 1 BGB),
- die Verpflichtung zur vollständigen Vermögensübertragung (§ 311b Abs. 3 BGB),
- das Schenkungsversprechen (§ 518 Abs. 1 Satz 1 BGB),
- der Vertrag über die Ausgleichsforderung aus Zugewinnausgleich (§ 1378 Abs. 3 Satz 2 BGB),
- der Ehevertrag (§ 1410 BGB),
- die Sorgeerklärung (§ 1626d BGB),
- die Verfügung über einen Erbteil (§ 2033 BGB),
- das öffentliche Testament (§ 2232 BGB),
- der Erbvertrag (§ 2276 BGB),
- der Erbverzichtsvertrag (§ 2348 BGB),
- der Erbschaftskauf (§ 2371 BGB),
- die Abtretung von Geschäftsanteilen an einer GmbH (§ 15 Abs. 3 GmbHG) sowie die der Abtretung zugrunde liegende schuldrechtliche Verpflichtung (§ 15 Abs. 4 Satz 1 GmbHG) – meistens ein Kaufvertrag – und
- die Verpfändung von Geschäftsanteilen an einer GmbH (§ 1274 Abs. 1 BGB i. V. m. § 15 Abs. 3 bzw. Abs. 4 Satz 1 GmbHG).

Einige gesellschaftsrechtliche Verträge (Gründung der AG nach § 23 Abs. 1 AktG, GmbH nach § 2 GmbHG; Unternehmensverträge gemäß § 53 Abs. 2 Satz 1 GmbHG, Verschmelzungsverträge nach § 6 UmwG oder Beschlüsse der Hauptversammlung einer AG nach § 130 Abs. 1 AktG) sind notariell zu beurkunden.
Eine Hypotheken- und Grundschuldbestellung ist nur dann notariell zu beurkunden, wenn die Grundpfandrechtsgläubiger (meist Kreditinstitute) die sofortige Unterwerfung des Eigentümers unter die Zwangsvollstreckung verlangen (§ 800 Abs. 1 ZPO). Die notariell beurkundete Vollstreckungsunterwerfung ist eine ausschließlich auf das Zustandekommen eines Vollstreckungstitels gerichtete einseitige prozessuale Willenserklärung, die nur prozessrechtlichen Grundsätzen untersteht. Sie ist nicht auf eine Änderung der materiellen Rechtslage gerichtet, hat keine materiell-rechtlichen Auswirkungen und bleibt deshalb von einer Unwirksamkeit des mit beurkundeten materiellen Grundgeschäftes unberührt. Ist eine Unterwerfung nicht vorgesehen, genügt die notarielle Beglaubigung. Umgekehrt ist die Erweiterung des Sicherungszwecks einer vollstreckbaren Grundschuld formfrei wirksam, da es sich nicht um eine Abänderung der notariellen Unterwerfungserklärung handelt. Unterwirft sich der Schuldner für andere Zwecke der Zwangsvollstreckung (etwa im Rahmen einer Bürgschaft oder eines konstitutiven Schuldanerkenntnisses), wird ebenfalls Beurkundungspflicht ausgelöst.
Ein Testament kann in privatschriftlicher oder in öffentlicher Form errichtet werden. Ein privatschriftliches Testament muss der Erblasser eigenhändig nieder- und unterschreiben. Ein öffentliches Testament hingegen bedarf der Beurkundung durch Niederschrift beim Notar, es muss daher nicht vom Erblasser eigenhändig geschrieben sein (§ 2232 BGB). Das öffentliche Testament ist insbesondere ratsam, wenn komplizierte erbrechtliche Verfügungen vorgesehen sind. Es genügt, wenn der Erblasser nach dem Verlesen des notariellen Protokolls verständlich „ja“ oder „nein“ sagen kann. Diese Bestimmung darf jedoch testierfähigen Personen, die weder schreiben noch sprechen können, die Möglichkeit der Testamentserrichtung nicht verwehren. Für Personen, die mangels Schulbildung oder aufgrund körperlicher Gebrechen nicht schreiben können, scheidet die Möglichkeit des handschriftlichen Testaments (§ 2247 BGB) aus; ihnen bleibt nur die Möglichkeit der notariellen Testamentserrichtung nach den §§ 2232, § 2233BGB.

## Rechtsfolgen
Das Gesetz knüpft an das Erfordernis der Beurkundung eine wesentliche Rechtsfolge. Mangelt es an der vorgeschriebenen Beurkundung, sind die abgeschlossenen Verträge wegen Formmangels nichtig (§ 125 BGB), entfalten also von Anfang an keinerlei Rechtswirkungen. Von dieser Regel gibt es nur wenige Ausnahmen, bei denen durch Erfüllung oder Vollzug der Gesetzgeber ausdrücklich eine Heilungsmöglichkeit vorsieht. Der nicht beurkundete Grundstückskaufvertrag ist nach § 311b Abs. 1 Satz 2 BGB wirksam, wenn die Auflassung und Eintragung ins Grundbuch erfolgt sind. Das Schenkungsversprechen ist gültig, wenn die versprochene Leistung freiwillig erbracht ist (§ 518 Abs. 2 BGB). Nach § 2301 Abs. 2 BGB gilt das auch für das Schenkungsversprechen von Todes wegen. Eine nicht notariell beurkundete Verpflichtung zur Abtretung/Verpfändung eines GmbH-Anteils wird wirksam, wenn die Abtretung mit notarieller Beurkundung erfolgt (§ 15 Absatz 4 GmbHG).

## International
Problematisch kann nach deutschem Recht eine Beurkundung durch einen ausländischen Notar sein. Voraussetzung ist, dass die ausländische Beurkundung der deutschen gleichwertig ist. Gleichwertigkeit bedeutet, dass die ausländische Urkundsperson nach Vorbildung und Stellung im Rechtsleben eine der Tätigkeit des deutschen Notars entsprechende Funktion ausübt und für die Errichtung der Urkunde ein Verfahrensrecht zu beachten hat, das den tragenden Grundsätzen des deutschen Beurkundungsrechts entspricht.

### Beurkundungen in der Schweiz
Das Schweizer Zivilgesetzbuch (ZGB) hat die öffentliche Beurkundung als besonderes Verfahren bzw. die damit verbundene qualifizierte Form der Schriftlichkeit nicht definiert, sie aber für die wichtigsten Urkunden des Rechtsverkehrs vorgeschrieben. So ist diese Form vor allem erforderlich für Ehe- und Erbverträge, für die Übertragung von Grundeigentum, für die Errichtung der meisten Personaldienstbarkeiten, die Errichtung von Stiftungen, für selbständige und dauernde Baurechte und Dienstbarkeiten betreffend Aufhebung oder Abänderung von gesetzlichen Eigentumsbeschränkungen (ab Januar 2012 für alle Personal- und Realdienstbarkeiten), für die vertragliche Errichtung von Grundpfandrechten (ab Januar 2012 auch für Eigentümerschuldbriefe), für die Gründung von juristischen Personen (Handelsgesellschaften und Genossenschaften) und für die Änderung von Satzungen. Die Regelung der öffentlichen Beurkundung liegt gemäß Art. 55 Schlusstitel ZGB bei den Kantonen, die insbesondere die Personen bestimmen, welche öffentliche Beurkundungen vornehmen dürfen. In den Westschweizer Kantonen und im Kanton Tessin obliegt diese Aufgabe den freiberuflich tätigen Notaren, in den Deutschschweizer Kantonen gibt es unterschiedliche Systeme, die aus langer Tradition gewachsen sind, in einigen Kantonen gibt es noch das reine Staatsnotariat, so etwa im Kanton Zürich.
Die juristischen Personen werden in der Schweiz unterteilt in öffentlich-rechtliche sowie kirchliche einerseits und in zivilrechtliche andererseits. Letztere sind teilweise im ZGB und teilweise im Gesellschaftsrecht geregelt. Es steht eine geschlossene Zahl von Formen zur Verfügung (=Formenzwang), deren freie inhaltliche Ausgestaltung beschränkt ist. Juristische Personen sind der Verein, die Stiftung, die Aktiengesellschaft (AG), die Kommanditaktiengesellschaft (Kommandit-AG), die Gesellschaft mit beschränkter Haftung (GmbH) und die Genossenschaft.

#### Beurkundungszwang
Für die Schaffung, die Statutenänderung und die Liquidation von juristischen Personen hat der Gesetzgeber gewisse Formerfordernisse aufgestellt:
- Der Verein erlangt seine Persönlichkeit durch Statuten, die im Rahmen einer Gründungsversammlung verabschiedet wurde (Art. 60 ZGB).
- Die Genossenschaft wird wie der Verein von den Gründern etabliert (Art. 834 OR) und von der Gesellschafterversammlung (Art. 879 Abs. 2 Ziff. 1 OR) verändert.
- Die Stiftung wird durch öffentliche Urkunde oder durch Verfügung von Todes wegen errichtet. Veränderungen werden nach Anhörung des obersten Stiftungsorgans von der zuständigen Behörde umgesetzt, ebenso die Aufhebung (Art. 86b ZGB und Art. 88 ZGB).
- Für Gründungen, Statutenänderungen und Liquidationen von Kapitalgesellschaften, mithin der AG (Art. 629 und Art. 647 OR), der Kommandit-AG (Art. 764 Abs. 2 OR) und der GmbH (Art. 777 und Art. 780 OR) bedarf es der öffentlichen Beurkundung. Bei Umstrukturierungen gibt es vereinzelte Ausnahmen, wie bei der Fusion nach Art. 23 FusG.[9]

#### Form der Urkunde

##### Öffentliche Beurkundung in Papierform
Nach geltendem Recht muss das Original der öffentlichen Urkunde – das schriftlich abgefasste Ergebnis des durchgeführten Hauptverfahrens (in der Terminologie vieler Kantone auch «Urschrift» genannt) – als Papierdokument erstellt werden. Mit der Digitalisierung werden die Beurkundungen von Gründungen und Statutenänderungen betreffend AG's und GmbH's immer stärker computergesteuert. In der Vorbereitungsphase, in der sich Kundenberater und Notare regelmäßig über den Urkundstext austauschen, existieren mittlerweile tools, mit denen die Gründung und Statutenänderung von Kapitalgesellschaften mittels eines standardisierten Vorgangs erarbeitet werden können.

##### Öffentliche Beurkundung in elektronischer Form
Das Bundesamt für Justiz schlägt vor, de lege ferenda, den konsequenten Schritt zur vollständigen elektronischen öffentlichen Beurkundung zu vollziehen. Es ist zwar bereits nach geltendem Art. 55a SchlT ZGB möglich, dass Kantone Urkundspersonen dazu ermächtigen können, öffentliche Urkunden und Beglaubigungen in elektronischer Form auszufertigen. Dies setzt aber immer noch voraus, dass der Beurkundungsakt in Papierform geschieht. Anschließend sollen die beurkundeten Dokumente gescannt und nach den Vorgaben gemäß den Ausführungsbestimmungen in der Verordnung über die Erstellung elektronischer öffentlicher Urkunden und elektronischer Beglaubigungen (EÖBV) vom 8. Dezember 2017 (Stand am 1. Februar 2018; SR 211.435.1) und in der Verordnung des EJPD über die Erstellung elektronischer öffentlicher Urkunden und elektronischer Beglaubigungen (EÖBV-EJPD; SR 211.435.11) vom 8. Dezember 2017 (Stand am 1. Februar 2018) in einem besonderen Scan-Verfahren als PDF/A abgespeichert und mit der im Urkundspersonenregister des Bundes hinterlegten qualifizierten elektronischen Signatur der Urkundsperson versehen werden. Auf diesen aufwendigen Zwischenschritt soll die künftige Regelung verzichten, womit die elektronische öffentliche Beurkundung und elektronische Beglaubigung vollständig elektronisch erfolgen soll.

#### Inhalt der Urkunde
Das kantonale Recht regelt die Anforderungen an die öffentliche Beurkundung. Mit Blick auf die Beurkundungen im Zusammenhang mit juristischen Personen versteht man darunter die Aufzeichnung veranstaltungsgebundener Erklärungen hinsichtlich der Gründung un Kapitalerhöhungen mit Verweis auf die herrschende Lehre. Beurkundungen zu Statutenänderungen sind als Sachbeurkundungen über Tatsachen, welche im Rahmen von Gesellschafter und Aktionärsversammlungen zustande kommen, zu formulieren. Die Urkunde enthält regelmäßig einen Kopf, eine Einleitung, die Darstellung der Gründung oder der anderen Geschäfte und die Schlussbeurkundung.

### Österreich
In Österreich sind die staatlich bestellten Notare gemäß § 76 Notariatsordnung (NO) befugt, Beurkundungen zu erteilen. Hierin sind abschließend aufgezählt die Beurkundung über die Übereinstimmung von Papierabschriften (Papierkopien) mit Papierurkunden, über die Übereinstimmung von Papierausdrucken mit elektronischen Urkunden und über die Übereinstimmung von elektronischen Abschriften (elektronischen Abbildern, elektronischen Kopien) mit Papierurkunden (Vidimierung), über die Richtigkeit von Übersetzungen, über die Echtheit von Unterschriften (Legalisierung) sowie über die Echtheit der Schrift, über den Zeitpunkt der Vorweisung von Urkunden, über das Leben von Personen, über Bekanntmachung von Erklärungen sowie über die Zustellung von Urkunden, über Beratungen und Beschlüsse, über Wechselproteste und sonstigen unternehmerischen Wertpapieren, über andere tatsächliche Vorgänge, über Eintragungen in öffentlichen Büchern und solchen Registern, über Tatsachen, die sich aus öffentlichen oder öffentlich beglaubigten Urkunden oder aus Akten von Gerichten und Verwaltungsbehörden ergeben und über sonstige Tatsachen auf Grund besonderer gesetzlicher Vorschriften. Nach § 79 Abs. 5 NO geschieht die Beurkundung durch Angabe der Geschäftszahl des Beurkundungsregisters, den Vor- und Familiennamen der Partei, gegebenenfalls deren Geburtsdatum, die Bestätigung der Abgabe der Erklärung der Partei und die Bestätigung der Echtheit der Unterschrift (firmenmäßigen Zeichnung) oder des Handzeichens.